# Aldinen

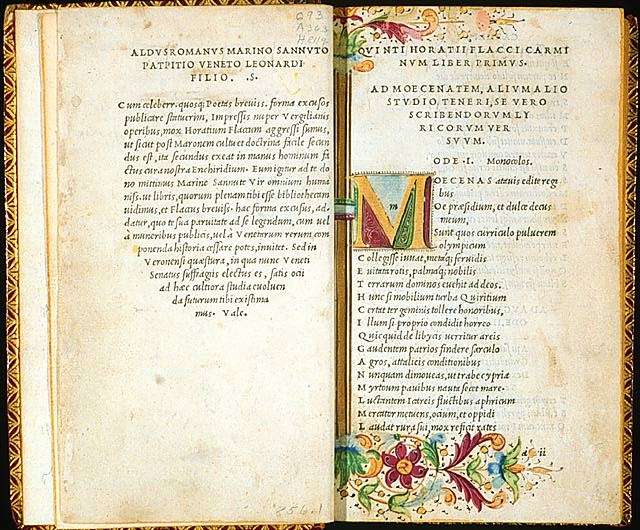
Erste kursive Drucktype von Francesco Griffo, 1501

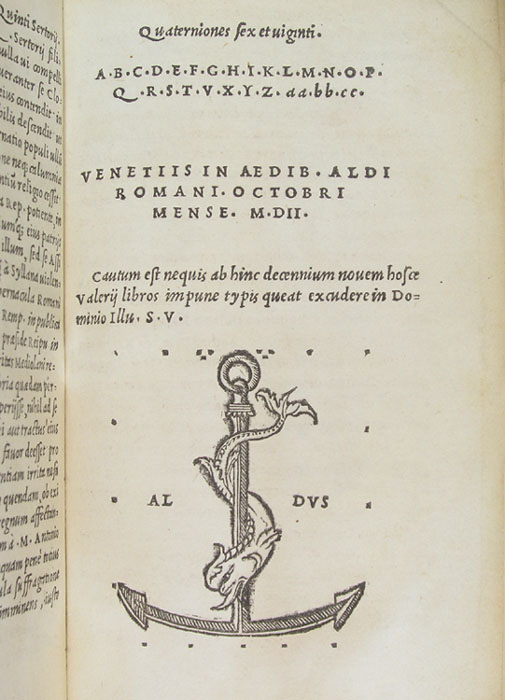
Kolophon einer Aldine mit dem Verlagssignet

Aldinen nennt man die Bücher, die von der Druckerdynastie Manutius zwischen 1494 und 1598 in Venedig herausgebracht wurden und  vor allem in kursiver Schrift gedruckt sind. Sie leiteten quasi die Entwicklung der Taschenbücher ein.

## Geschichte
Aldus Manutius gründete 1494 in Venedig die Druckerei Aldina. Markenzeichen der Druckerei waren das lateinische Motto festina lente – zu übersetzen mit Eile mit Weile – und das Signet Anker und Delfin. Der Anker galt als Symbol der Verlässlichkeit und Solidität, der Delfin als Symbol für Schnelligkeit.
Manutius führte für seine Bücher das Oktavformat ein, während die Manuskripte und die Inkunabeln das (größere) Quart- oder Folioformat hatten. Die hölzernen Einlagen in den Buchdeckeln ersetzte er durch Pappe, so dass die Bücher leichter von Gewicht und einfacher zu handhaben waren.
Das neue Format erforderte neue Drucktypen. Die für die Aldinen benutzte Kursivschrift orientiert sich an der von Hand geschriebenen humanistischen Kursive der Zeit. Die für die Ausgabe griechischer Texte entworfene Schrift bestand wegen der großen Anzahl von Varianten und Ligaturen aus dreihundert Typen, wurde aber nach der Fertigstellung der von Francesco Griffo entworfenen Aristoteles-Ausgabe nicht mehr verwendet, sondern durch eine für den Setzer weniger aufwendige ersetzt.
Die Druckerzeugnisse mit diesem Markenzeichen wurden bald in ganz Europa unter dem Namen Aldinen bekannt und erfreuten sich sowohl unter Druckerkollegen wegen ihrer technischen Qualität und der Schönheit der Gestaltung als auch unter den Gelehrten wegen der genauen Textedition und der gemäßigten Preise eines hervorragenden Rufs. Die Preise trugen zum großen wirtschaftlichen Erfolg der Aldinen bei.
In gewisser Weise sind die Aldinen Vorläufer der Taschenbücher. Obwohl Manutius ein Druckprivileg der Republik Venedig besaß, wurden seine Druckerzeugnisse schnell nachgeahmt, und zwar über den Nachdruck der Texte hinaus auch das Format, die Drucktypen und das Verlagssignet.
Die Aldinen sind begehrte Sammlerstücke und erreichen bei Auktionen hohe Preise.

## Aldineneinbände
Aldineneinbände nennt man die venezianischen Einbände aus Leder, in die die Aldinen gebunden wurden. Es sind Ledereinbände, die mit goldenen Ornamenten verziert sind. Es gibt keine Hinweise, dass die Aldinen in der Druckerei Manutius gebunden wurden.

## Sammlungen
- Aldinen-Sammlung in der John Rylands Library in Manchester[1]
- Aldinen-Sammlung in der Biblioteca Marciana in Venedig
- Aldinen-Sammlung der Brigham Young University’s Harold B. Lee Library, Brigham, USA[2]
- Aldinen-Sammlung in der Staatsbibliothek zu Berlin mit 800 Drucken in 1088 Bänden[3]
- Aldinen-Sammlung der Beinecke Rare Book and Manuscript Library, Yale University, USA